# Druga Panonija
Druga Panonija ili Panonija Sekunda (lat. Pannonia Secunda, Pannonia Inferior ili Pannonia Sirmiensis), provincija kasnog Rimskog Carstva.

## Povijest
Druga Panonija osnovana je 297. kada je Dioklecijan, u sklopu reorganizacije države, podijelio Donju Panoniju na Drugu i Panoniju Valeriju.Nakon osnivanja Panonske dijeceze postala je njezin dio. U 4. stoljeću postaje dio prefekture Italije, a kasnije i Ilirije. Proces reorganizacije dovršen je do vladavine Konstantina I. Velikog.

## Zemljopis
Središte provincije bio je Sirmij, današnja Srijemska Mitrovica. Ostali značajniji gradovi bili su Mursa (današnji Osijek), Certissa (današnje Đakovo), Marsonija (današnji Slavonski Brod), Cibalae (današnji Vinkovci), Cuccium (današnji Ilok) itd. Obuhvaćala je dijelove današnje Hrvatske, Srbije te Bosne i Hercegovine.